# 9-й механізований корпус (СРСР)
9-й механізований корпус — оперативно-тактичне військове об'єднання в складі ЗС СРСР періоду Другої Світової війни. Всього корпус формувався двічі: в листопаді 1940 року та в серпні 1943 років.

## Перше формування
Корпус розпочав своє формування в листопаді 1940 року на території Київського ОВО. До його складу увійшли новостворені 19-та і 20-та танкові дивізії та переформована із стрілецької 131-ша моторизована дивізія. Станом на 10 червня 1941 року в корпусі було 298 легких танків, 73 бронеавтомобілі, 1067 автомобілів, 133 трактори і 181 мотоцикл.
З початком Радянсько-німецької війни корпус вів важкі оборонні бої південно-східніше Луцька, брав участь в контрударі радянських механізованих корпусів проти 1-ї танкової групи Клейста в районі Луцьк —  Дубно — Броди 26 червня – 2 липня 1941 року.
В подальшому корпус з важкими оборонними боями відійшов на річку Случ. 7 липня корпус отримав наказ відійти на Коростеньський УР і зосередитись в районі 15-20 км південно-західніше Коростеня с метою подальшої контратаки в напрямку Новоград-Волинська і Житомира. Станом на 7 липня в корпусі налічувалось 164 танки.
Протягом 10-14 липня 1941 року 9-й мехкорпус у взаємодії зі стрілецькими корпусами 5-ї армії наносив контрудар по ворогу, внаслідок чого втратив майже всі танки (станом на 15 липня їх в корпусі залишилось 32). Протягом липня-серпня 1941 року корпус з важкими боями відходив в напрямку Києва. 19 серпня отримано директиву штабу Південно-Західного фронту на відведення корпусу за Дніпро. На її виконання ввечері 22 серпня частини 9-го і 22-го механізованих корпусів переправились через річку Прип'ять, а на ранок 23 серпня з’єднання пройшли рубіж річки Дніпро.
На ранок 24 серпня 1941 року 9-й мехкорпус зосередився північніше Чернігова, зайнявши оборону і прикриваючи підступи до міста з півночі.
На початку вересня 1941 року 9-й і 22-й механізовані корпуси були зведені в батальйони і включені до складу 15-го і 31-го стрілецьких корпусів.

### Командири корпусу
- генерал-майор Рокоссовський Костянтин Костянтинович;
- генерал-майор технічних військ Маслов Олексій Гаврилович (з 19.08.41 р.).

### Склад корпусу
- Управління і штаб (в/ч 2473, Новоград-Волинський);
- 20-та танкова дивізія (в/ч 2492, Шепетівка) — командир — полковник Катуков Михайло Юхимович;
- 35-та танкова дивізія (в/ч 1711, Новоград-Волинський) — командир — полковник Новіков Микола Олександрович;
- 131-ша моторизована дивізія (в/ч 2493, ) — командир — полковник Калінін Микола Васильович;
- 32-й мотоциклетний полк;
- 153-й окремий батальйон зв’язку (в/ч 2475);
- 2-й окремий мотоінженерний батальйон (в/ч 2477);
- 109-та окрема корпусна авіаескадрилья (в/ч 5133).

## Друге формування
Вдруге 9-й механізований корпус сформований у серпні 1943 року в Ясній Поляні Тульської області й включений до складу 3-ї гвардійської танкової армії.
В другій половині вересня 1943 року корпус було перекинуто на Воронезький фронт і переміщено до Дніпра. 22 вересня південно-східніше Києва, на Букринському напрямку корпус розпочав форсування Дніпра. Особливо відзначились бійці 69-ї механізованої бригади, за що 38 її воїнів удостоєні звання Героя Радянського Союзу (з них 32 — бійці 1-го мотострілецького батальйону). 26 жовтня по 1 листопада корпус було потайки перекинуто на Лютізький плацдарм північніше Києва. 
До 20 грудня 1943 року корпус вів оборонні бої північніше Києва, а в ніч на 21 грудня був замінений військами 38-ї армії. 
29 грудня 1943 року корпус пішов у наступ на Коростишів, беручи участь в Житомирсько-Бердичівській наступальній операції (24.12. 1943 – 14.01.1944 р). Вранці 31 грудня воїни 9-го мехкорпусу звільнили Житомир.
В ході проведення Проскурівсько-Черновицької наступальної операції (4.03 – 17.04. 1944 р.) корпус, після сильної арт.підготовки 4 березня 1944 року пішов у прорив і вранці 12 березня вийшов на підступи до Проскурова.

### Повна назва
9-й механізований Київсько-Житомирський Червонопрапорний, орденів Суворова і Кутузова корпус

### Командування
Командири корпусу: 
- генерал-майор танкових військ Малигін Костянтин Олексійович (з 01.08.1943 по 07.04.1944);
- генерал-лейтенант танкових військ Сухов Іван Прокопович (з 07.04.1944 по 11.05.1945).

Начальники штабу корпусу: 
- полковник Кульвінський П. В.

### Склад корпусу
- Управління корпусу
- 69-та механізована бригада;
- 70-та механізована бригада;
- 71-ша механізована бригада;
- 91-ша танкова бригада;
- Корпусні частини: 
  - 999-й окремий батальйон зв’язку (з 13.09.1943);
  - 82-окремий сапер батальйон (з13.09.1943);
  - 148-й ремонтно-відновлювальний батальйон (з 13.09.1943 по 05.12.1944);
  - 543-тя польова танкоремонтна база (з 05.12.1944);
  - 544-та польова авторемонтна база (з 05.12.1944);
  - 183-тя окрема рота хімічного захисту (з 13.09.1943);
  - 614-та окрема автотранспортна рота підвозу ПММ (з 13.09.1943);
  - Окрема авіаланка зв’язку (з 13.09.1943);
  - 20-й польовий автохлібозавод (з 13.09.1943);
  - 913-та польова каса Держбанку (з 13.09.1943);
  - 2662-га військово-поштова станція (з 13.09.1943).

### Нагороди і почесні найменування
- Київський (Наказ ВГК від 10.03.1943 р.);
- Житомирський (Наказ ВГК від 01.01.1944);
- Орден Червоного Прапора (Указ Президії ВР СРСР від 03.04.1944) — за проведення Проскурівсько-Чернівецької наступальної операції;
- Орден Суворова II ступеня (Указ Президії ВР СРСР від 10.08.1944) — за проведення Львівсько-Сандомирської наступальної операції;
- Орден Кутузова II ступеня (Указ Президії ВР СРСР від 04.06.1945) —за штурм Берлина.